# 手稲橋

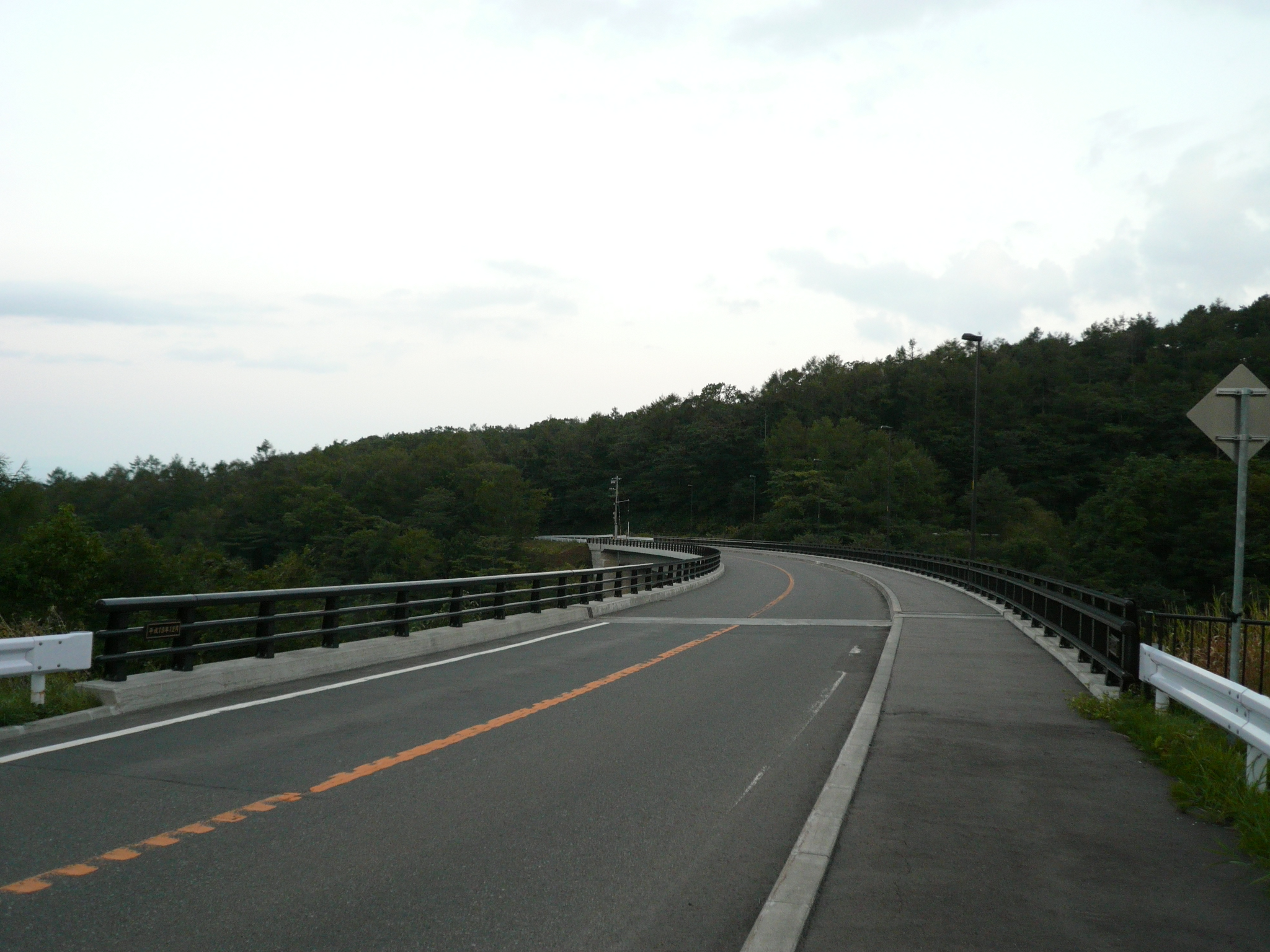
手稲IC方向の手稲橋（2011年9月）

手稲橋（ていねばし、英語：Teine Bridge）は札幌市の軽川にかかる橋。

## 概要
札幌オリンピック開催に伴う整備事業の一環として1971年（昭和46年）に架設された。当時は橋梁延長を最小限に抑えるため、手稲山山麓側に半径30mの急カーブがあり、線形上隘路となっていた。
初代手稲橋は、供用開始から30年以上経ち老朽化が目立っていた。テイネオリンピア遊園地（現・サッポロテイネ）「わくわく恐竜ランド」恐竜オブジェ搬入の際には対荷重性の関係から橋を渡れず、手稲橋のある手稲山麓通ではなく手稲山麓西通から迂回して運搬された。
2007年（平成19年）、橋の架け替えと線形改良工事が完了し、曲線半径が250ｍに改良された。

## 主要諸元
| 1971年架橋     | 1971年架橋                                                              |
| -------------- | ----------------------------------------------------------------------- |
| 橋長           | 72m                                                                     |
| 幅員           | 6m                                                                      |
| 道路曲線半径   | 30m                                                                     |
| 位置（供用時） | 北緯43度6分24.9秒 東経141度13分9.3秒 / 北緯43.106917度 東経141.219250度 |

| 2007年架橋           | 2007年架橋                          |
| -------------------- | ----------------------------------- |
| 橋長                 | 134m                                |
| 幅員（地覆部を除く） | 9.25m（車道6.75m+歩道2.5m）         |
| 道路曲線半径         | 250m                                |
| 工法                 | 張出工法（カンチレバー工法）        |
| 上部工               | 2径間連続PC箱桁Tラーメン橋          |
| 下部工               | 逆T式橋台、壁式橋脚、ラーメン式橋台 |

## 歴史
- 1971年（昭和46年）、手稲橋が供用開始。
- 2005年（平成17年）、新たな橋梁の建設開始。
- 2007年（平成19年）12月7日、新たな手稲橋が供用開始[1][3]。
- 2008年（平成20年）、旧手稲橋撤去。

## 周辺
- サッポロテイネ
- 札幌テイネゴルフ倶楽部
- 札幌市手稲青少年キャンプ場（愛称「カッコウの森」）
- 札樽自動車道手稲IC